# Marco Formentini (politico)
Marco Formentini (La Spezia, 14 aprile 1930 – Milano, 2 gennaio 2021) è stato un politico e funzionario italiano.

## Biografia
Secondogenito di Savino, ragioniere capo del comune de La Spezia e di idee socialiste, a 14 anni, nel 1944, partecipò alla Resistenza come vedetta partigiana.
Nel dopoguerra si trasferì con la famiglia in Belgio, dove a contatto con l'emigrazione italiana maturò le sue scelte politiche socialiste: «La mia scelta socialista è in relazione al mio trasferimento in Belgio e la mia conoscenza degli emigranti italiani. Per questo ancora oggi sono così sensibile ai problemi dell'emigrazione. Li mandano a lavare i vetri, sono degli stronzi questi che si mettono i soldi in tasca. Io stavo per Lombardi. (...) Lui aveva una visione europea del socialismo. Il socialismo italiano visto da Bruxelles era diverso».
Laureatosi in giurisprudenza nel 1952, quattro anni dopo iniziò la carriera di funzionario europeo nelle sedi di Lussemburgo e Bruxelles, e partecipò all'emanazione delle norme per l'organizzazione del Mercato Unico Europeo. Nel 1958 ritornò in Italia, trasferendosi a Milano.

## Attività politica

### Ruolo nel PSI in Lombardia negli anni 1970
Entrato nel Partito Socialista Italiano (PSI) nel 1970, divenne nello stesso anno segretario della giunta della Lombardia, restandolo fino al 1975. Su quel periodo dichiarò: «Quello che stimavo di più a Milano era Luigi Vertemati. [...] Un altro che frequentavo, che mi piaceva, era il segretario cittadino Carlo Tognoli. [...] Craxi l'ho conosciuto poco, non riesco a giudicarlo, ma non mi è mai piaciuto».
Nel 1975 abbandonò la Regione, dieci mesi dopo le dimissioni polemiche del presidente Piero Bassetti: «Andai via perché tirava una gran brutta aria. Si vedeva arrivare all'orizzonte il polverone della classe politica corrotta. Lì anche a essere innocenti si finisce male».

### Ritiro dalla politica e attività di professionista
Con l'ascesa di Bettino Craxi, in dissenso con la sua politica, lasciò il partito e abbandonò la politica, esercitando la libera professione nel settore finanziario e organizzativo. Scrisse il Saggio sulla questione italiana. Democrazia occidentale o Paese del terzo mondo?, autopubblicato nel 1987, in cui, disilluso dalle forze politiche della Prima Repubblica, prefigurava la nascita di una "Unione Democratica Popolare". Nello stesso anno ricominciò a votare, per la Lega Nord; il suo libro venne notato dai dirigenti di tale partito, che decisero di presentarlo al segretario Umberto Bossi.

### Approdo alla Lega Nord
Ricominciò ad occuparsi attivamente di politica nel 1991, anno in cui aderì formalmente alla Lega Nord. Con il Carroccio viene eletto deputato alle elezioni politiche del 1992 ed europarlamentare a quelle europee del 1994.

### Sindaco di Milano (1993-1997)
Candidato a sindaco di Milano in occasione delle elezioni comunali del 1993, fu eletto il 20 giugno, prevalendo al ballottaggio sul candidato del centro-sinistra Nando dalla Chiesa (figlio del generale dei Carabinieri Carlo Alberto e fratello della conduttrice televisiva Rita). Formentini divenne il primo sindaco del capoluogo lombardo non socialista o socialdemocratico dal 1945 e il primo non del PSI dal 1967. La conquista della poltrona di Palazzo Marino fu per la Lega Nord il fiore all'occhiello di una tornata di elezioni amministrative molto proficua. Il termine del lungo periodo di amministrazione socialista della città fu uno degli eventi che accompagnarono lo scoppio dello scandalo giudiziario di Mani pulite e che segnarono, simbolicamente, la fine dell'epoca della Milano da bere; nella notte dello spoglio del ballottaggio, il segretario leghista Bossi si affacciò da un balcone in piazza Duomo assieme a Formentini e, nel salutare i propri sostenitori, rivolse lo sguardo verso il civico 19, storica sede milanese del PSI, visto come simbolo della Prima Repubblica.
Formentini fu anche il primo sindaco di Milano eletto direttamente dai cittadini, a seguito della riforma elettorale approvata a marzo del 1993. La moglie di Formentini, la signora Augusta Gariboldi, durante il periodo in cui il marito fu sindaco, fu ironicamente soprannominata first sciura dalla rivista satirica Cuore, parafrasando l'espressione anglosassone e statunitense first lady.
Nell'amministrazione di Formentini trovarono spazio anche varie personalità della società civile, tra cui si ricordano il critico e storico d'arte Philippe Daverio, l'economista Marco Vitale, il professore Marco Giacomoni e l'ambientalista Walter Ganapini. 
Nonostante la confortevole maggioranza ottenuta alle urne, la maggioranza si rivelò litigiosa e, nella fase finale del mandato, Formentini fu costretto a farvi entrare alcuni componenti dell'opposizione, provenienti dal Partito Democratico della Sinistra. Da sindaco, fu protagonista di accesi scontri con il centro sociale Leoncavallo, sul cui sgombero forzato aveva basato la campagna elettorale e che durante il suo mandato abbandonò la storica sede di via Leoncavallo, spostandosi prima in via Salomone e poi in via Watteau, dove si trova tuttora; nel 2003 Formentini tornò parzialmente sui suoi passi, dichiarando «se fossi sindaco adesso lavorerei per aiutare il Leoncavallo», ma rivendicò anche che «lo sgombero forzato li ha aiutati a maturare e mi risulta che dove stanno ora sono una presenza molto meno fastidiosa e che si siano sforzati di passare dalla connotazione politica e ideologica a quella culturale e sociale».
La giunta Formentini decise inoltre di fermare la realizzazione di nuove linee metropolitane e di costruire invece delle metrotramvie, ovvero linee tramviarie di superficie con alcuni tratti protetti. Benché considerato da molti inadeguato, il progetto fu poi portato a compimento dall'amministrazione successiva, anche per non perdere i fondi già stanziati. 
Alle elezioni del 1997 Formentini si candidò per un secondo mandato, appoggiato solamente dalla Lega Nord, e risultò nettamente sconfitto, non arrivando nemmeno al ballottaggio, ma venendo comunque eletto consigliere comunale. Il suo successore a Palazzo Marino fu Gabriele Albertini, sostenuto dal Polo per le Libertà.

### Eurodeputato della Lega Nord e dei Democratici (1999-2004)
Eletto nuovamente al parlamento di Strasburgo con la Lega Nord in occasione delle elezioni europee del 1999, Formentini lasciò il partito, in polemica con l'indipendentismo padano e la rottura tra il Carroccio ed il leader del centro-destra, Silvio Berlusconi; in sede europea, inizialmente entrò a far parte del gruppo dei Non iscritti. Successivamente, grazie all'amicizia personale con Arturo Parisi, aderì ai Democratici passando così al Gruppo del Partito Europeo dei Liberali, Democratici e Riformatori.
Durante il mandato da europarlamentare, Formentini espresse forti critiche all'operato di Albertini in veste di suo successore come sindaco di Milano.

### Esperienze successive e ultimi anni
In seguito Formentini rimase ai margini della vita politica italiana. Nel 2004 si ricandidò alle elezioni europee nelle file dell'Ulivo, ma non risultò eletto. Nel 2005 fu membro dell'Assemblea Federale della Margherita, e alle primarie del 2007 del Partito Democratico, in cui era confluito a seguito della fusione della Margherita con i Democratici di Sinistra, sostenne la candidatura alla segreteria di Rosy Bindi, poi sconfitta da Walter Veltroni.
Dal novembre del 2008 aderì alla Democrazia Cristiana per le Autonomie (DCpA) di Gianfranco Rotondi, poiché «adesso, il confronto politico avviene all'interno del centrodestra. La sinistra è ormai irrimediabilmente persa». Per la DCpA prefigurò lo sbocco nel Popolo della Libertà, partito in cui Formentini militò dal 2009 fino allo scioglimento nel 2013.

### Vita privata
Rimasto vedovo nel 2012 della prima moglie, da cui aveva avuto tre figli, nel 2015, all'età di 85 anni, si è risposato con Daniela Gallone; le seconde nozze sono state officiate dall'allora primo cittadino milanese, Giuliano Pisapia.
Malato da tempo, è morto a Milano a 90 anni il 2 gennaio 2021, lasciando i tre figli nati dal primo matrimonio. Due giorni dopo è stato tenuto il lutto cittadino. La camera ardente è stata allestita in Sala Alessi, a Palazzo Marino, e lì si è tenuto il funerale laico. Formentini è poi stato cremato e le sue ceneri sono state poste in una celletta del Tempio Crematorio, al Cimitero Monumentale. In occasione del 2 novembre le ceneri sono state traslate nella cripta del Famedio, così come le ceneri del suo predecessore Carlo Tognoli, provenienti dal cimitero di Chiaravalle.